# رمز براكيت

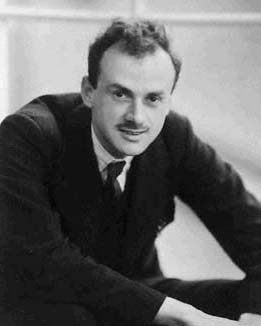

رمز براكيت (بالإنجليزية: Bra–ket notation)‏ أُدْخِلَ من طرف بول ديراك لتسهيل كتابة معادلات ميكانيكا الكم، وأيضا لإظهار الجانب المتجهي للشيء المُمثِل للحالة الكمومية. (انظر مسلمات ميكانيكا الكم).
التسمية جاءت من الأصل الإنجليزي (bracket) والتي تعني «المعقوفتين» "{\displaystyle \langle }" و "{\displaystyle \rangle }" والمسماة "ket" «كيت» و "bra" «برا» على التوالي. هذه الكتابة أُخِّذَت لدراسة جبر المؤثرات في الرياضيات حيث مجال التطبيق عريض جداً.

## أصل الصياغة
الدوال الموجية الكمية هي نسبية، مرتبطة ولها علاقة بالزمن وخصائص أخرى للجسيمات (اللف المغزلي، الزخم المغناطيسي...):
{\displaystyle \Psi (t,x,y,z,\sigma ,\ldots )}
لتكون حلول لمعادلة شرودنغر:
{\displaystyle i\hbar \partial _{t}\Psi (t,x,\ldots )=-{\frac {\hbar ^{2}}{2m}}\Delta \Psi (t,x,\ldots )+V(x,\ldots )\Psi (t,x,\ldots )}
يجب أن تكون موحدة،
{\displaystyle \int \Psi ^{*}(t,x,\ldots )\Psi (t,x,\ldots )\,\mathrm {d} x\ldots =1}
معنى توحيد الدالة التي تصف الجسيم، أن الجسيم موجود بنسبة 100% (أي احتمال =1) في المكان بين 0 إلى مالانهاية.
وقيم قياس فيزيائي {\displaystyle A} (تسمى مطال الدالة) تعبر عن احتمال وجود الجسيم في النقطة x , y, z في النقطة الزمنية t ونحصل عليها ب:
{\displaystyle \int \Psi ^{*}(t,x,\ldots )A(x,\partial _{x},\ldots )\Psi (t,x,\ldots )\,\mathrm {d} x\ldots =\langle A\rangle }
تستند كتابة ديراك على تحديد التكامل السابق مع جداء هرميتي في فضاء الدوال ذاتَ القيم العقدية للأس المربع القابل للجمع L2:
{\displaystyle \int \Psi ^{*}(t,x,\ldots )\Psi (t,x,\ldots )\,\mathrm {d} x\ldots =\langle \Psi ,\Psi \rangle }
وبالتعميم على دالتين {\displaystyle \Phi (t,\dots )} و {\displaystyle \Psi (t,\dots )} :
{\displaystyle \int \Phi ^{*}(t,x,\ldots )\Psi (t,x,\ldots )\,\mathrm {d} x\ldots =\langle \Phi ,\Psi \rangle }
يُرمز له في ميكانيكا الكم: {\displaystyle \langle \Phi \mid \Psi \rangle }
نحدد بالتالي:
- الدالة {\displaystyle \Psi (t,x,y,z,\sigma ,\dots )} مع متجهة {\displaystyle |\Psi \rangle } تُسمى «كيت» {\displaystyle \Psi }.
- التابعي الرياضي المزدوج {\displaystyle \textstyle \int \Phi ^{*}(t,x,\ldots )\,\mathrm {d} x\ldots } مع {\displaystyle \langle \Phi |} يُسمى «برا» {\displaystyle \Phi }، زوج ل «كيت» {\displaystyle \Psi }.

من ناحية أخرى في صياغة هايزنبرج، الحلول ليست دوال، بل متجهات في فضاء متجهات الحالات، مما يجعل التحديد مباشر أكثر.

## كيت
لتكن متجهة في فضاء الحالات، يُرمز لها بـ {\displaystyle |u\rangle } تُسمى «المتجهة كيت» أو «كيت»

زوجين من «كيت» يُكونان فضاء متجهي خطي، وبالتالي، إذا كانت {\displaystyle \lambda _{1}} و {\displaystyle \lambda _{2}} أعداد عقدية:
{\displaystyle |v\rangle =\lambda _{1}\cdot |u_{1}\rangle +\lambda _{2}\cdot |u_{2}\rangle }
إذن:{\displaystyle v} هو «كيت».

وبالذهاب بعيدا، إذا كان {\displaystyle |x\rangle } مرتبط بمؤشر متواصل {\displaystyle x}، وإذا كان {\displaystyle f} دالة عُقدية موحدة في {\displaystyle [x_{1}\,,x_{2}]}، فإن:
{\displaystyle |u\rangle =\int _{x_{1}}^{x_{2}}f(x).|x\rangle \mathrm {d} x} هو «كيت».

## برا
نقرن كل «كيت» في فضاء {\displaystyle \varepsilon }، بعدد مركب. نحدد لهذه الغاية تابعي خطي {\displaystyle \chi }، بحيث:
{\displaystyle \chi :|\psi \rangle \rightarrow \lambda =\chi (\psi )}، و
{\displaystyle \chi {(\lambda _{1}\cdot |\psi _{1}\rangle +\lambda _{2}\cdot |\psi _{2}\rangle )}=\lambda _{1}\cdot \chi {(|\psi _{1}\rangle )}+\lambda _{2}\cdot \chi {(|\psi _{2}\rangle )}}
مجموعة هذه التابعيات الخطية تكون فضاء متجهي {\displaystyle \varepsilon ^{*}} يُسَمى "فضاء زوجي ل {\displaystyle \varepsilon }". نسمي «متجه برا» أو «برا» كل عنصر من هذه المجموعة ونرمز له ب: {\displaystyle \langle \phi |}.

وبالتالي إذا كان التابعي الخطي {\displaystyle \chi } يؤثر على {\displaystyle |\psi \rangle }، نحصل على:

{\displaystyle \chi {(|\psi \rangle )}=\lambda =\langle \phi \mid \psi \rangle }